# Zofipole (województwo małopolskie)
Zofipole – wieś w Polsce położona w województwie małopolskim, w powiecie krakowskim, w gminie Igołomia-Wawrzeńczyce przy drodze krajowej nr 79.
W latach 1918–1939 miejscowość administracyjnie należała do województwa kieleckiego. W latach 1975–1998 miejscowość należała administracyjnie do województwa krakowskiego.

Integralne części miejscowości: Błonie, Osiedle.

## Zabytki
Piece garncarskie z przełomu III i IV wieku odkryte na stanowisku archeologicznym.